# Morgan Hen
Morgan ap Owain (mort en 974) roi de Glywysing en 930 et roi de Gwent en 950 à 974, et fondateur du royaume de Morgannwg.

## Origine
Selon les généalogies galloises Morgan ap Owain Hen (i.e: le Vieux) est le descendant à la 12e génération de  Tewdrig roi de Gwent et de Glywysing. Il est le fils de  Owain ap Hywel  le roi de Glywysing qui fait sa soumission à Emmet au roi anglais Æthelstan en 927.

## Règne
Après la mort de son père il partage ses états avec ses frères Gruffydd ap Owain qui reçoit la Péninsule de Gower et Cadwgan ap Owain qui règne sur l'ouest du royaume de Glywysing.  
À la suite des morts successives de Gruffydd ap Owain tué dans un combat contre Hywel Dda en 935, de Cadwgan ap Owain qui meurt lors d'une escarmouche sur la frontière avec les saxons en 951 et de la disparition de son cousin-germain  Cadell ap Arthfael en 942,  Morgan ap Owain, unit Gwent, la Péninsule de Gower et le royaume de Glywysing pour former un seul royaume le Morgannwg ou Glamorgan qui subsistera jusqu'à la venue des Anglo-normands. Ses relations sont conflictuelles avec le Deheubarth jusqu'à la mort d'Hywel Dda en 950.
Morgan ap Owain est présent dès 931 à la cour d'Æthelstan avec son adversaire Hywel Dda et Idwal Foel ab Anarawd de Gwynedd. Il continue jusque sa mort à fréquenter assidument la cour des rois d'Angleterre : on relève son nom dans les chartes sous les règnes d'Edmond (939-946) et d'Eadred (946-954). Sa présence n'est toutefois pas mentionnée à Chester en 973 lorsque le roi Edgar reçoit l'hommage de ses vassaux celtiques.
C'est bien le roi Morgan ap Owain qui a donné son nom au Glamorgan et non son ancêtre le souverain du VIIe siècle Morgan Mwynfawr ap Arthrwys.

## Postérité
Morgan doit laisser le gouvernement du Gwent à son petit-neveu  Novy ap Gwriad ap Cadwgan et à sa mort ses quatre fils se partagent le gouvernement du Glywysing  :
- Owain ap Morgan roi de Glywysing en 974
- Rhys ap Morgan co roi  vers 990
- Hywel ap Morgan co roi vers 990
- Iestyn ap Morgan co roi vers 990

## Sources
- (en) Mike Ashley The Mammoth Book of British Kings & Queens Robinson (Londres 1998)   (ISBN 1-84119-096-9)  « Morgan ap Owain »  p. 325-326 &  table généalogique n° 3 p. 122.
- (en) P.C Batrum Early Welsh genealogy tracts  (Cardiff 1966)  p. 139.
- (en) Peter Bartrum, A Welsh classical dictionary: people in history and legend up to about A.D. 1000, Aberystwyth, National Library of Wales, 1993 (ISBN 9780907158738), p. 554-55 MORGAN HEN ab OWAIN. (d.974).
- (en) W. Davies  An early Welsh microcosm  (Londres 1978) p. 92.
- (en) W. Davies   Wales in the early middle ages (Leicester 1982)  p. 103.
- (en) J.E Lloyd A history  of Wales from the earlist times to the Edwardian conquest (Londres 1911)  vol.I  p. 274,338.
- (en) Ann Williams Alfred P. Smyth D.P Kirby A Bibliographical Dictionary of Dark Age Britain Seaby (Londres 1991)  (ISBN 1-85264-047-2) p. 181-182.